# San Antonio Holcá
San Antonio Holcá, es una localidad del municipio de Teya en el estado de Yucatán, México.

## Toponimia
El nombre (San Antonio Holcá) hace referencia a Antonio de Padua y "holcá proviene del idioma maya.

## Datos históricos
- En 1930 cambia su nombre de Holká a Holcah.
- En 1990 cambia a San Antonio Holcá.

## Importancia histórica
Tuvo su esplendor durante la época del auge henequenero y emitió fichas de hacienda las cuales por su diseño son de interés para los numismáticos. Dichas fichas acreditan la hacienda como propiedad de Roberto Osorio A. y Carlos Humberto Osorio R.

## Demografía
Según el censo de 2005 realizado por el INEGI, la población de la localidad era de 0 habitantes.
| 100                         | 220 | 110 | 92 | 73 | 85 | 58 | 67 | 17 | ? | 0 | 0 | 0 |
| (Fuente: INEGI [Consultar]) |     |     |    |    |    |    |    |    |   |   |   |   |

## Galería

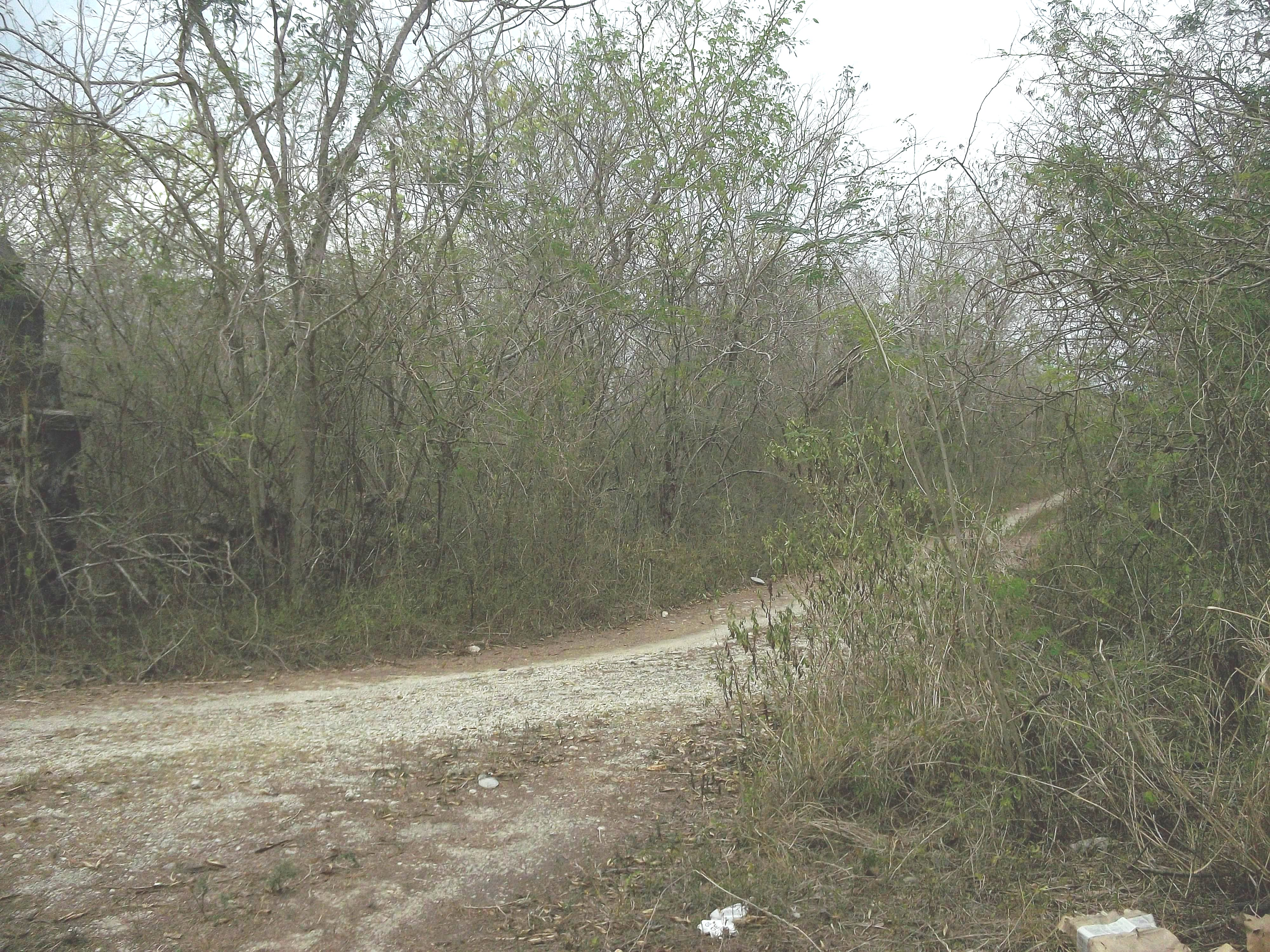
Vista de la hacienda.
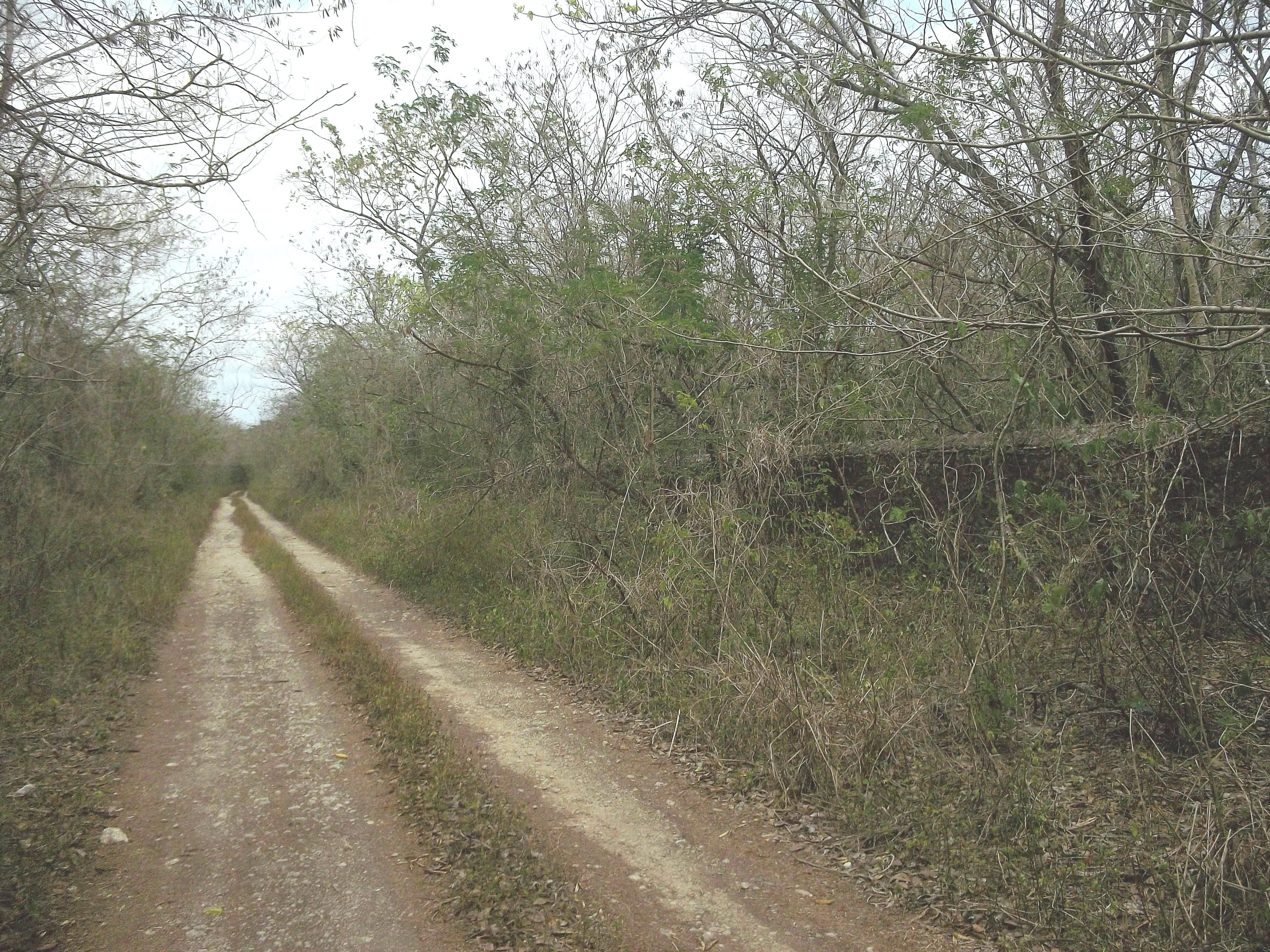
Vista de la hacienda.
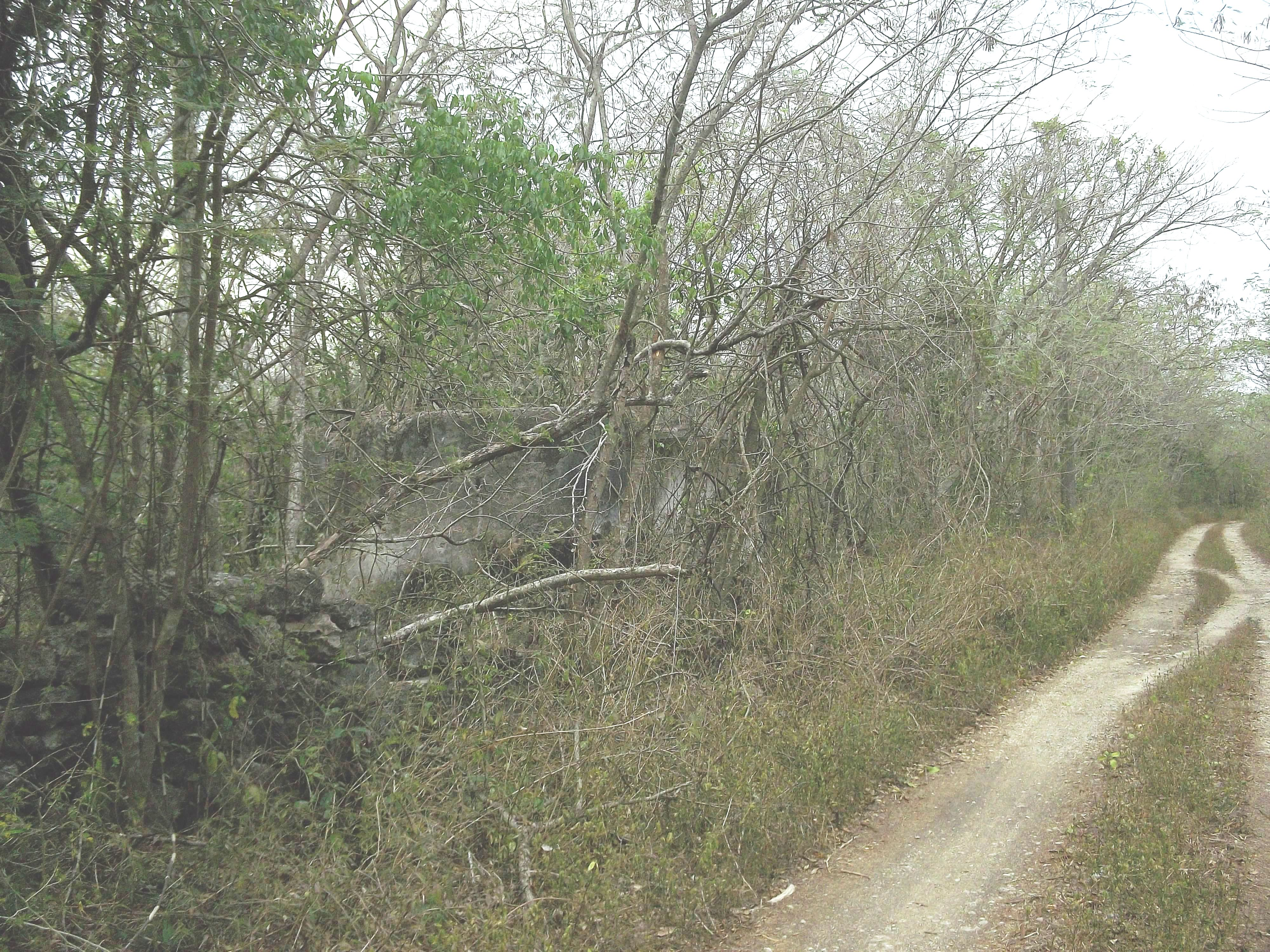
Vista de la hacienda.
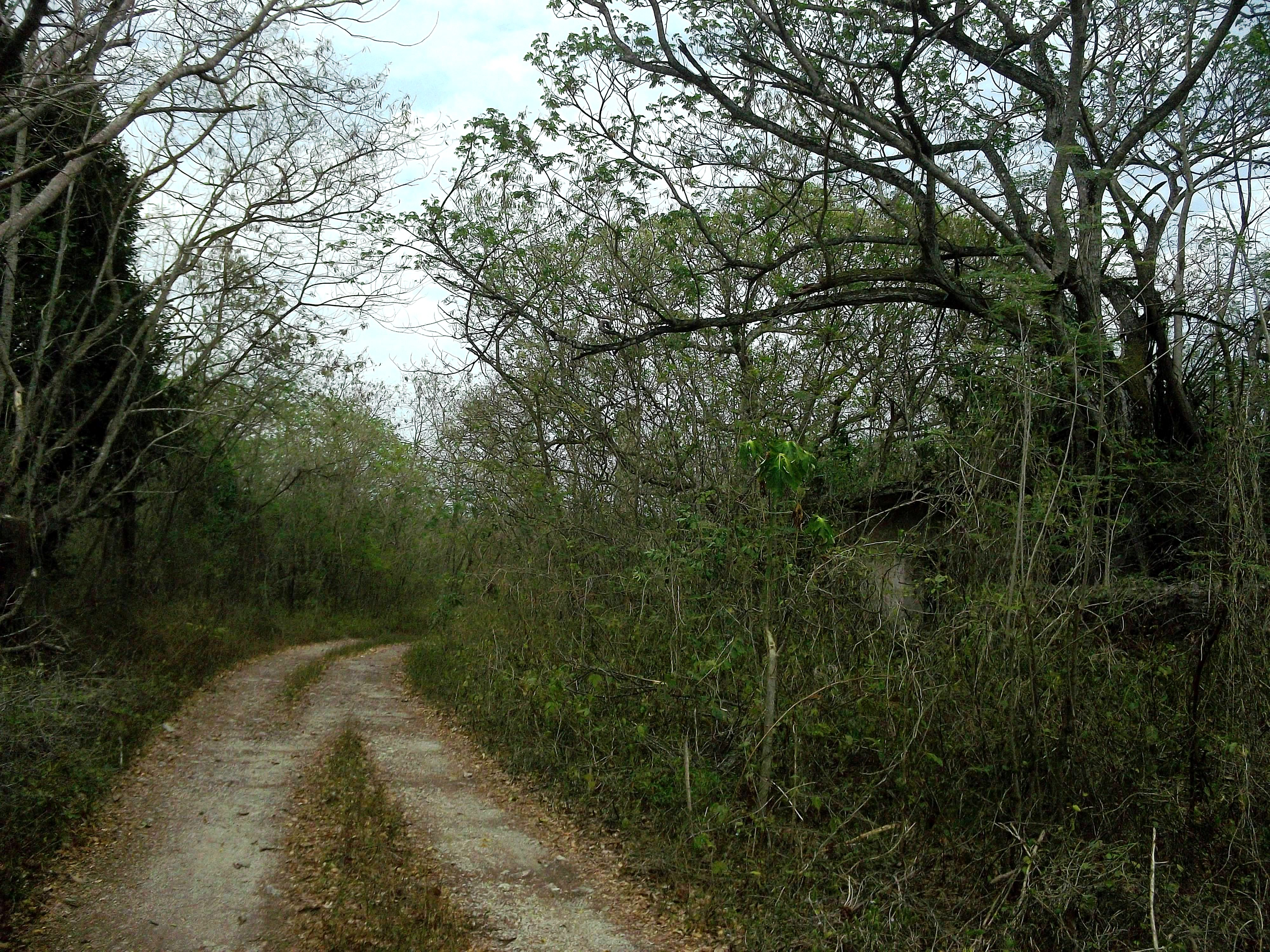
Vista de la hacienda.
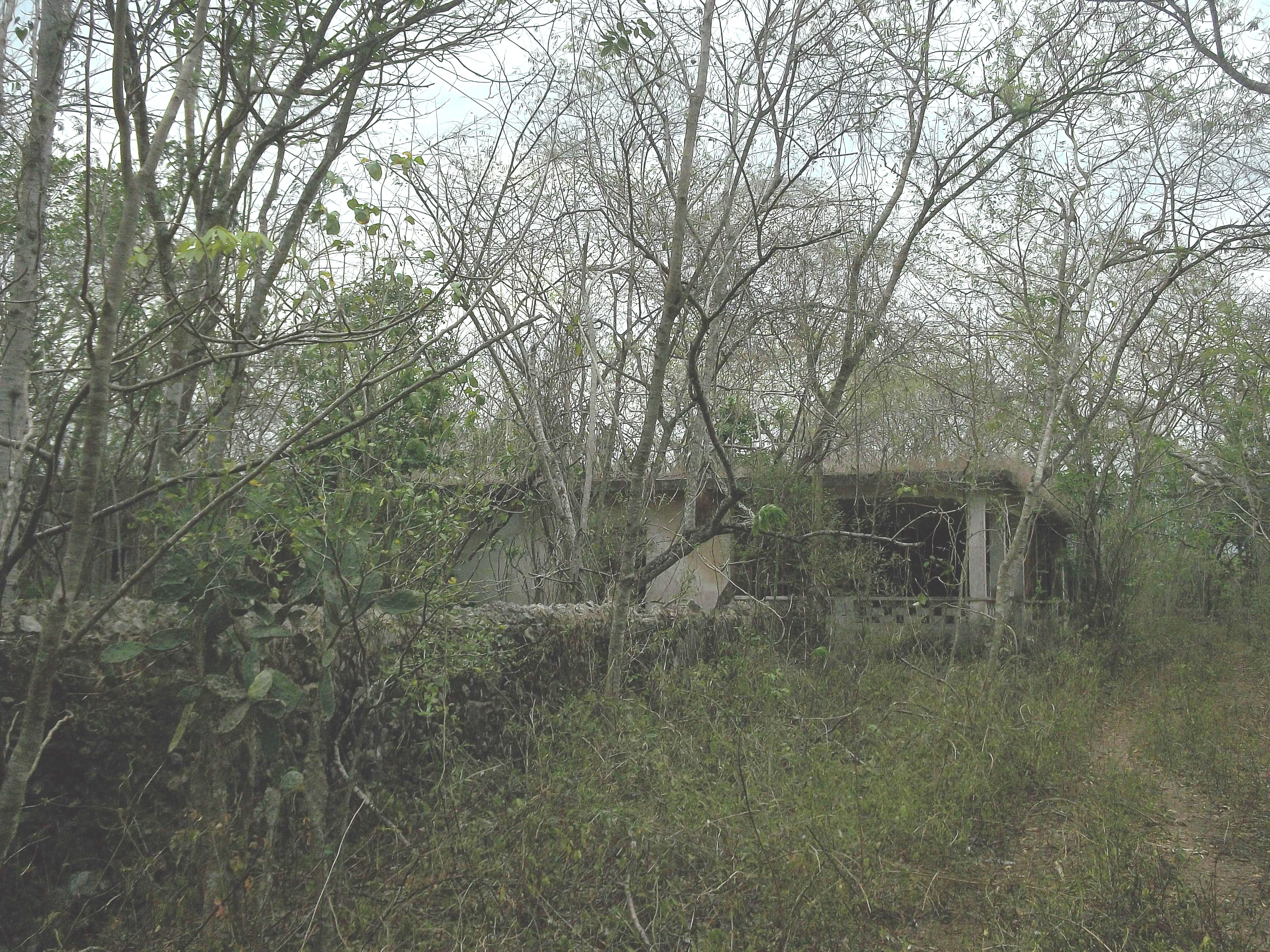
Vista de la hacienda.
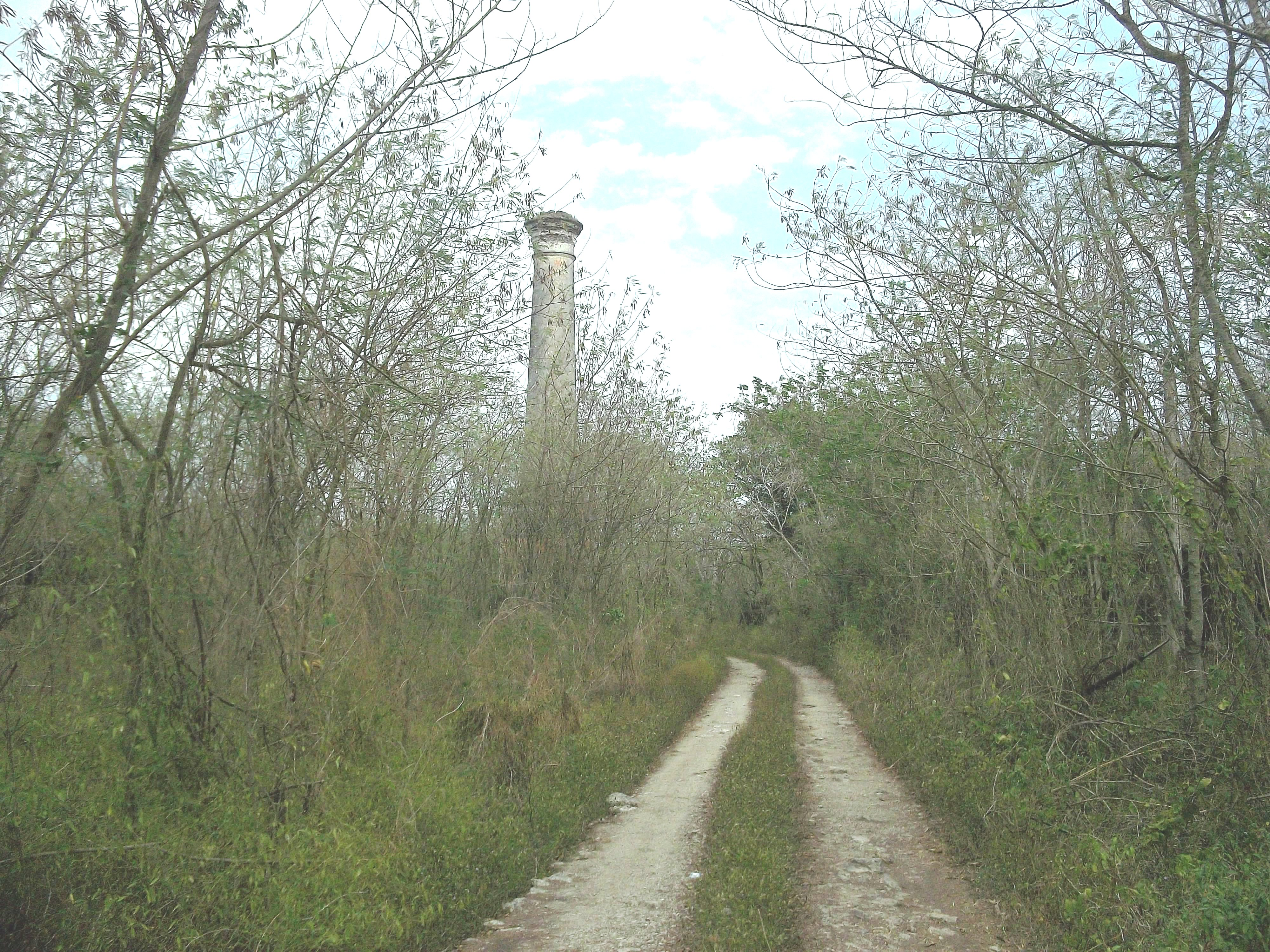
Vista de la hacienda.
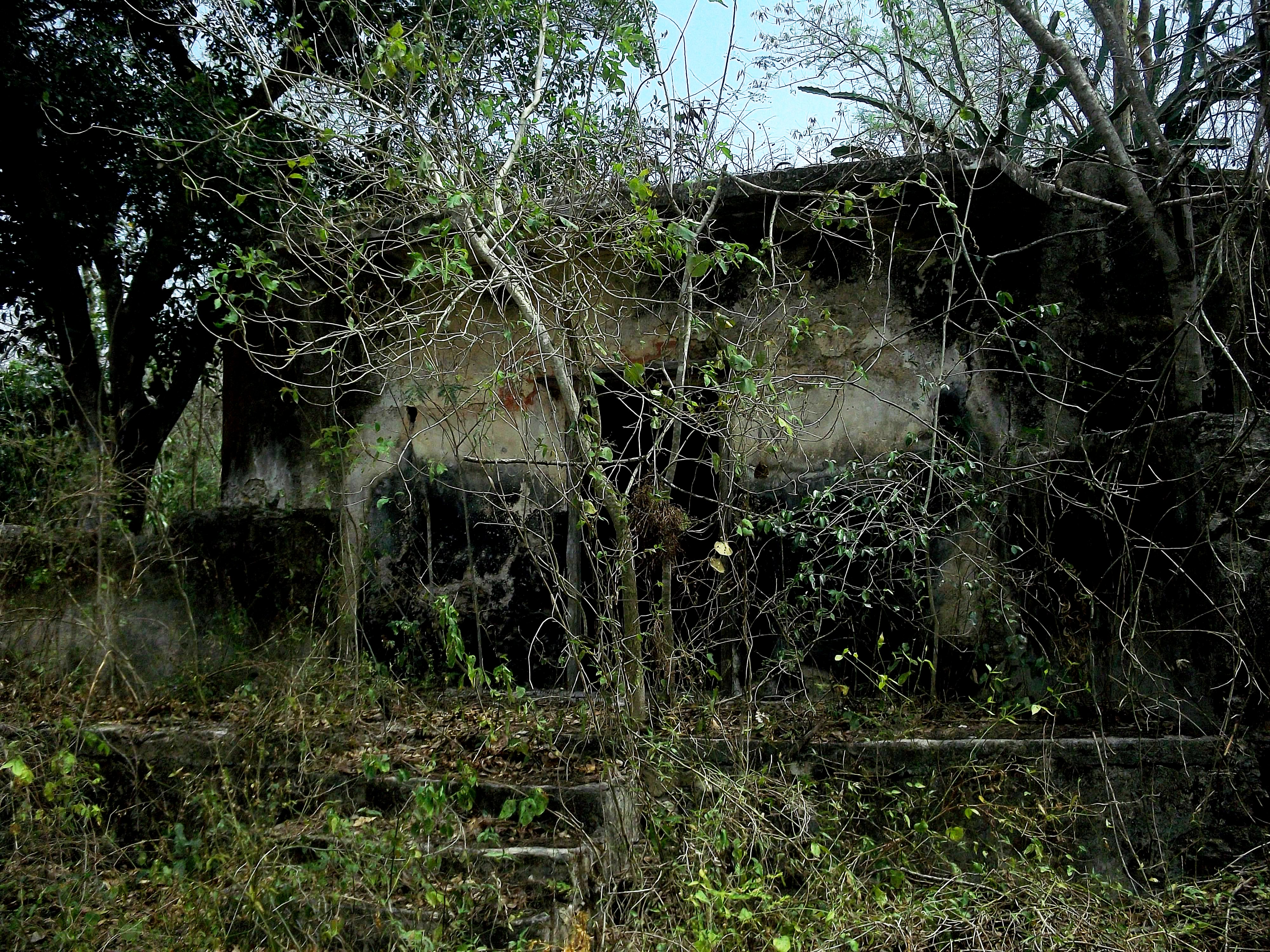
Vista de la hacienda.
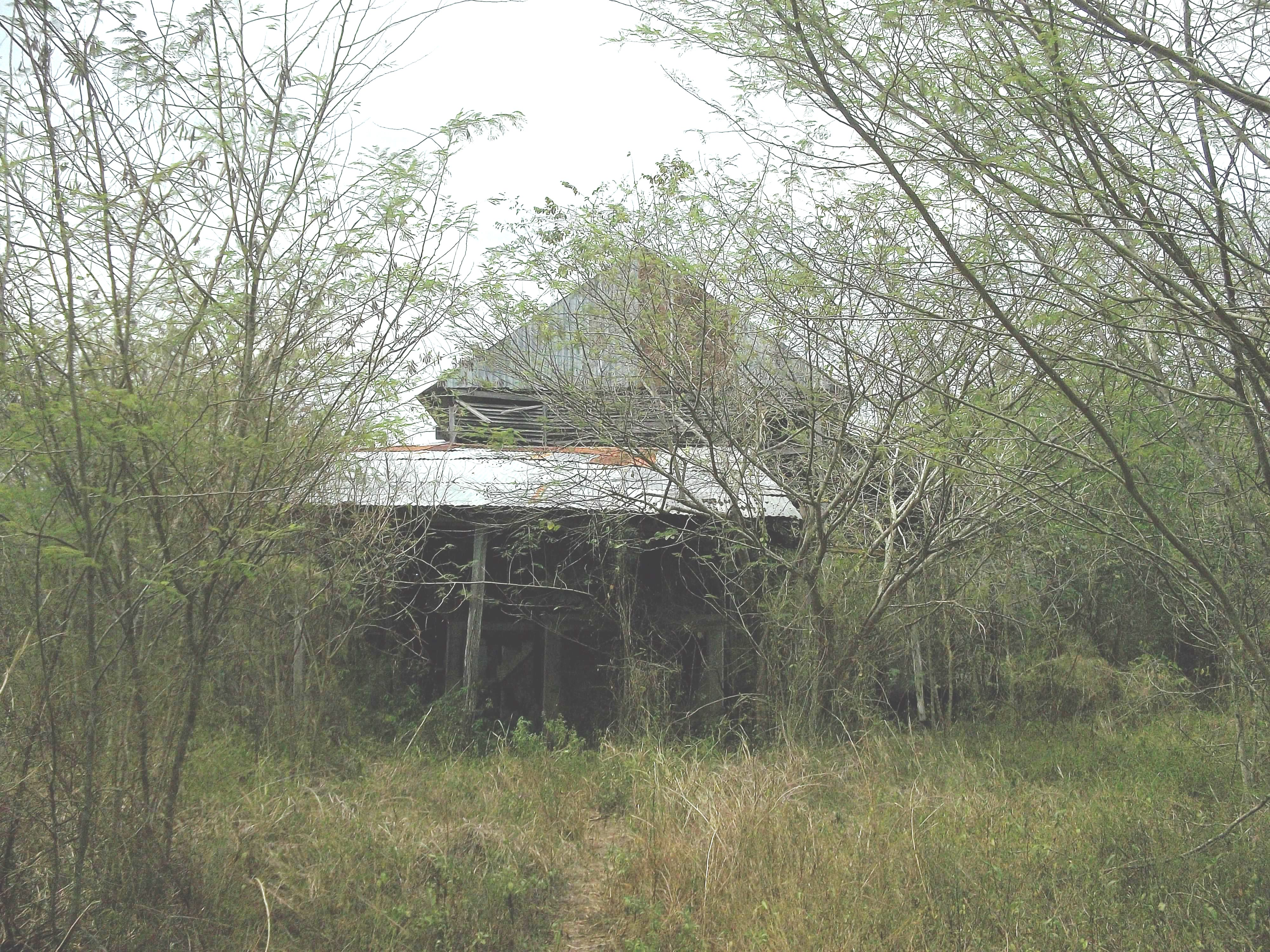
Vista de la hacienda.
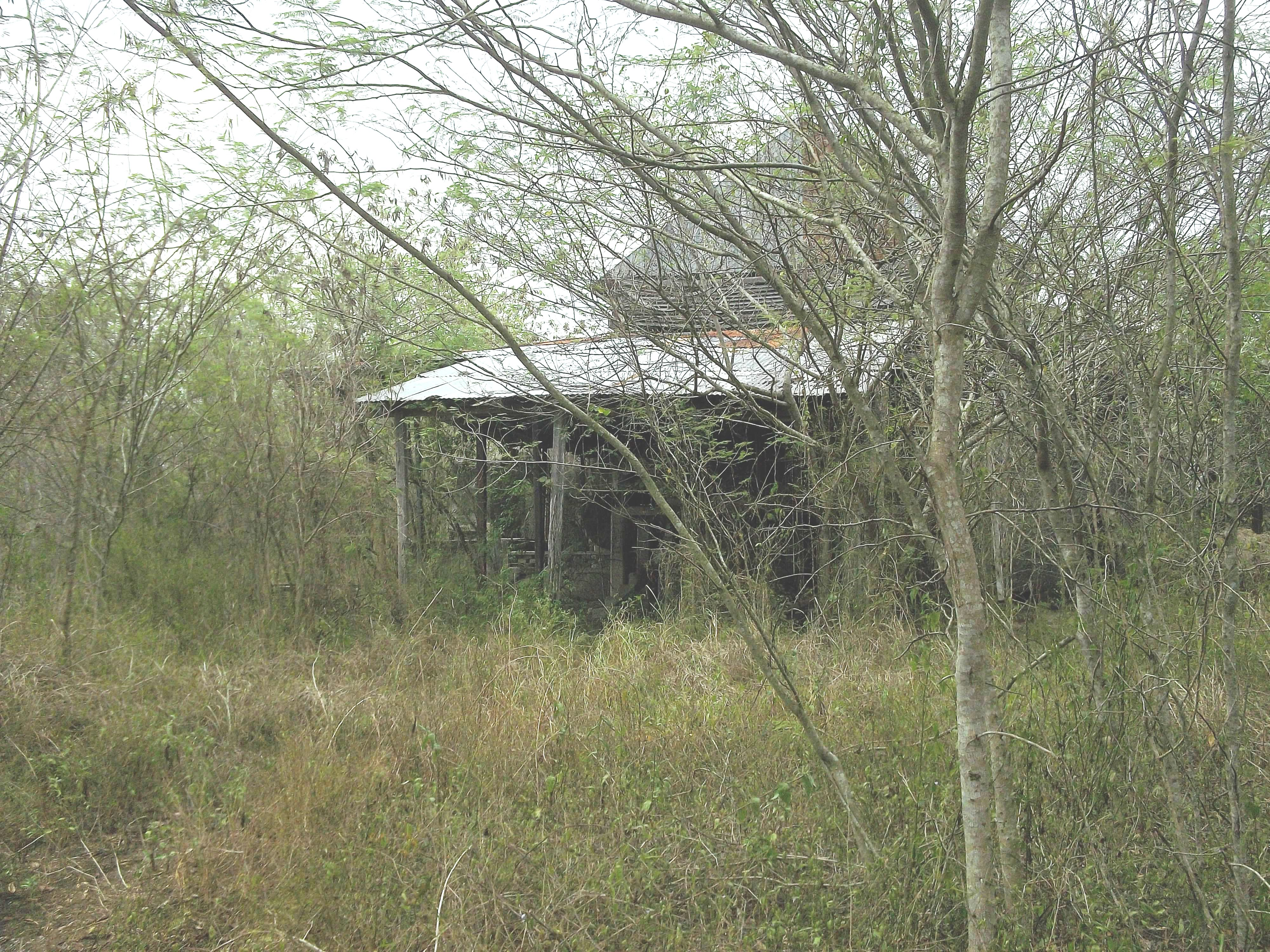
Vista de la hacienda.
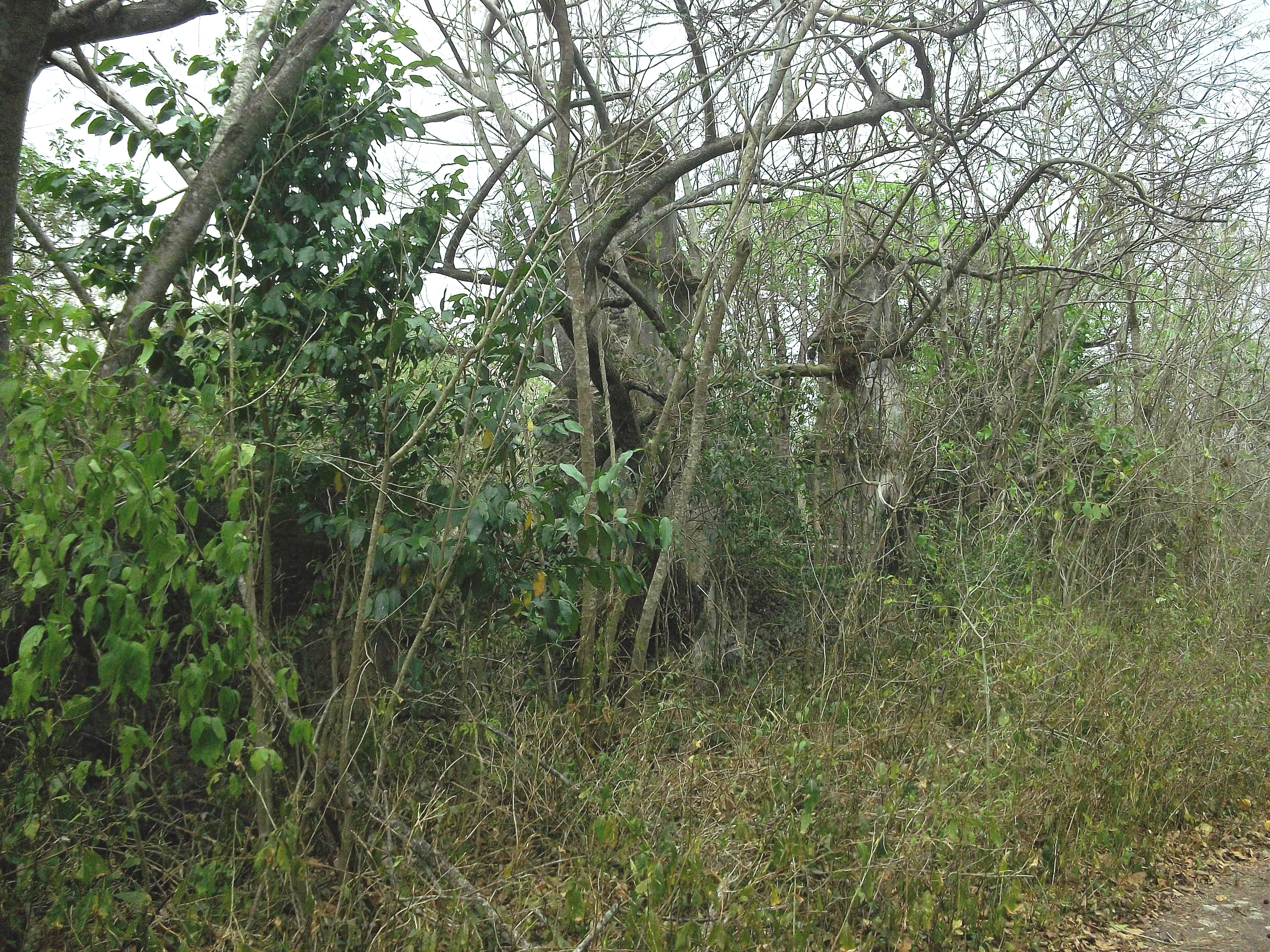
Vista de la hacienda.